# Rhonda Dent
Rhonda Paige Dent (ur. 18 lipca 1978 w Kolumbii Brytyjskiej) – kanadyjska aktorka.

## Wybrana filmografia
| Data | Imię                            | rola                |
| ---- | ------------------------------- | ------------------- |
| 1999 | A Girl Is a Girl                | Clarissa            |
| 2001 | Beyond Belief: Fact or Fiction  | Tara                |
| 2004 | Proof of the Man                | Córka Shuftana      |
| 2005 | The 4400                        | Elise Appelbaum     |
| 2006 | Presumed Dead                   | Paige Stevenson     |
| 2007 | Blood Ties                      | Alyssa              |
| 2010 | Alyssa                          | Alyssa              |
| 2014 | Thirty-One Scenes About Nothing | Carry               |
| 2015 | Helix                           | Corrin Duluk        |
| 2016 | Snowcapped Christmas            | Komentator sportowy |
| 2017 | Rocky Mountain Christmas        | Paige               |
| 2018 | Memories of Christmas           | Angela              |
| 2019 | Van Helsing                     | Charlotte           |